# Pelham (Géorgie)
Pour les articles homonymes, voir Pelham.
Pelham est une ville américaine située dans le comté de Mitchell, en Géorgie. Selon le recensement de 2020, sa population est de 3 507 habitants.